# Franz-Josef Birk
Franz-Josef Birk (* 1949 in Düsseldorf) ist ein deutscher Konzertpianist und Musikproduzent.

## Leben
Birk wurde 1961 nach zweijährigem privaten Klavierunterricht in die Klavierklasse bei Bernhard Roderburg am Robert-Schumann-Konservatorium in Düsseldorf aufgenommen. 1963 debütierte er in der Öffentlichkeit mit Klaviermusik von Béla Bartók und machte bei der Presse aufmerksam durch „seinen siebten Sinn für die agogische Nuance, eine Fähigkeit, die kaum zu erlernen ist“ (Rheinische Post). Im gleichen Jahr gewann er in Düsseldorf mit Klaviermusik von Beethoven seinen ersten Klavierwettbewerb bei Jugend musiziert, dem bis 1965 weitere Preise folgten in Essen, Marl und München mit Werken von Bach, Beethoven, Chopin und Chatschaturian. Bereits in diesen jungen Jahren spielte er etwa Mozarts Sonate A–Dur KV 331 in der Stadthalle Solingen mit „jener Art von emotionaler Eindringlichkeit, die Mozart nicht mehr als einen Klassiker empfinden ließ, sondern ihn mehr als einen gegenwärtigen begrüßte“ (Solinger Tageblatt). 1968 setzte er seine pianistischen Studien in den Meisterklassen bei den Professoren Günter Ludwig, Hansotto Schmidt und Alfons Kontarsky an der Staatlichen Musikhochschule Köln fort.
Nach Beendigung seiner pianistischen Studien spielte er nach einem Gastspiel 1974 in der Serie der Heinersdorff – Matinéen Düsseldorf seinen ersten eigenen dreiteiligen Klavierzyklus mit den Hauptwerken von Robert Schumann in Verbindung mit Werken anderer Komponisten in den Jahren 1976 bis 1980 exklusiv auf Bösendorfer und entfachte bei der Presse begeisterte Besprechungen auch wegen der Entfaltung des einmaligen Klangs der Wiener Flügel. 1980 bis 1985 legte er eine Pause öffentlichen Konzertierens ein und widmete sich in der Zeit der Musikkritik sowohl bei der Westdeutschen Zeitung als auch der Rheinischen Post.
1986 kehrte er mit einem zwölfteiligen Beethoven-Zyklus in Düsseldorf auf das Konzertpodium zurück und eröffnete gleichzeitig die Serie der Aton-Konzerte, die Künstlern bis heute Auftritte in der Landeshauptstadt ermöglicht. 1991 konzertierte er in Baden-Baden im Abschlusskonzert einer international besetzten Konzertreihe zur Einweihung des damals neuen
Steinway-Flügels im Weinbrennersaal. Nach einem Klavierabend 1994 in der Reihe der Schlosskonzerte Bühlerhöhe gründete er 1995 dort die Serie der Fête Chopin – eine Konzertform, die Chopins Klaviermusik und sein literarisches Umfeld in den Wechselbeziehungen zu anderen Komponisten zeigt. Die Badischen Nachrichten schreiben von einem zentralen Musikereignis und berichten von einer phänomenalen Klavierkunst. In Düsseldorf und Wien läuft im Bösendorfer-Saal dieser Chopin-Zyklus zeitgleich. Weitere Stationen seiner Auftritte waren bisher Oberhausen, Essen, Berlin und Montreux-Vevey.
Seinen Wiener Chopin-Zyklus setzte der Pianist am 9. Oktober 2009 im Bösendorfer-Saal mit dem Thema: Chopin gratuliert zu 200 Jahre Mendelssohn-Bartholdy fort.
1994 begann er mit dem Düsseldorfer Tonmeister und Filmemacher Ulrich Rydzewski die Produktion einer CD-Serie, die erstmals Spitzenprodukte heutiger Konzertflügelbaukunst nebeneinander der Öffentlichkeit vorstellte. Es wurden Aufnahmen eingespielt, auf vom Pianisten persönlich ausgesuchten Konzertflügeln von Steinway & Sons, Bösendorfer, Blüthner sowie einer Erstproduktion der S-Serie von Yamaha.